# Rhytura pendens
Rhytura pendens är en stekelart som beskrevs av Henry Keith Townes, Jr. 1962. Rhytura pendens ingår i släktet Rhytura och familjen brokparasitsteklar. Inga underarter finns listade i Catalogue of Life.